# Leon Bergmann
Leon Bergmann (* 17. April 2004 in Graz) ist ein österreichischer Handballtorwart.

## Karriere
Bergmann lief in seiner Jugend für HIB Graz auf. Zwischen der Saison 2020/21 und 2022/23 lief der Handballtorwart für die HSG Graz in der Handball Liga Austria auf. 2023/24 wurde Bergmann vom Handballclub Fivers Margareten unter Vertrag genommen. Im November 2024 wurde bekannt, dass Bergmann ab der Saison 2025/26 von den Kadetten Schaffhausen unter Vertrag genommen wird.
2022 konnte Bergmann mit dem Jugend-Nationalteam die Men’s 18 EHF Championship gewinnen und wurde als bester Tormann ins All-Star-Team gewählt. 2024 nahm er mit dem Junioren Nationalteam an der U-20-Handball-Europameisterschaft der Männer 2024 teil und belegte den 6. Platz. Bergmann wurde als bester Torwart des Turniers ins All-Star-Team gewählt. Im März 2024 wurde er erstmals in den Kader der Österreichischen Männer-Handballnationalmannschaft einberufen. Bei der Weltmeisterschaft 2025 gehörte er zum 18-köpfigen Aufgebot, blieb dabei aber ohne Turniereinsatz und belegte mit der Auswahl den 17. Platz.